# Luchthaven Nieuw-Chitose
Luchthaven Nieuw-Chitose (Japans: 新千歳空港, Shin-Chitose Kūkō) is een luchthaven ten zuiden van de stad Chitose op het Japanse eiland Hokkaido. Ze ligt op ongeveer 40 kilometer zuidoostelijk van het centrum van de stad Sapporo.
De luchthaven werd in 1991 in gebruik genomen, en verving de oude luchthaven van Chitose, die een luchtmachtbasis van de Japanse Zelfverdedigingstroepen werd. Het nieuwe vliegveld is aangelegd onmiddellijk zuidoostelijk van het oude; het halfcirkelvormige terminalgebouw ligt tussen beide. Nieuw-Chitose heeft, net als oud-Chitose, twee evenwijdige startbanen. Er zijn taxibanen tussen beide vliegvelden. De terminal heeft achttien gates. Aan de westkant, tegenover de "open zijde" van de terminal, is in 2010 een internationale terminal geopend met vijf gates. Noordelijk is er een vrachtterminal.
Nieuw-Chitose was in 1994 de eerste Japanse luchthaven die 24/7 geopend was. Het is de op twee na drukste luchthaven van Japan, met 18 miljoen passagiers in 2007. De verbinding met Tokio-Haneda is de drukste vliegroute in Japan met 8,8 miljoen passagiers in 2010.

## Externe link

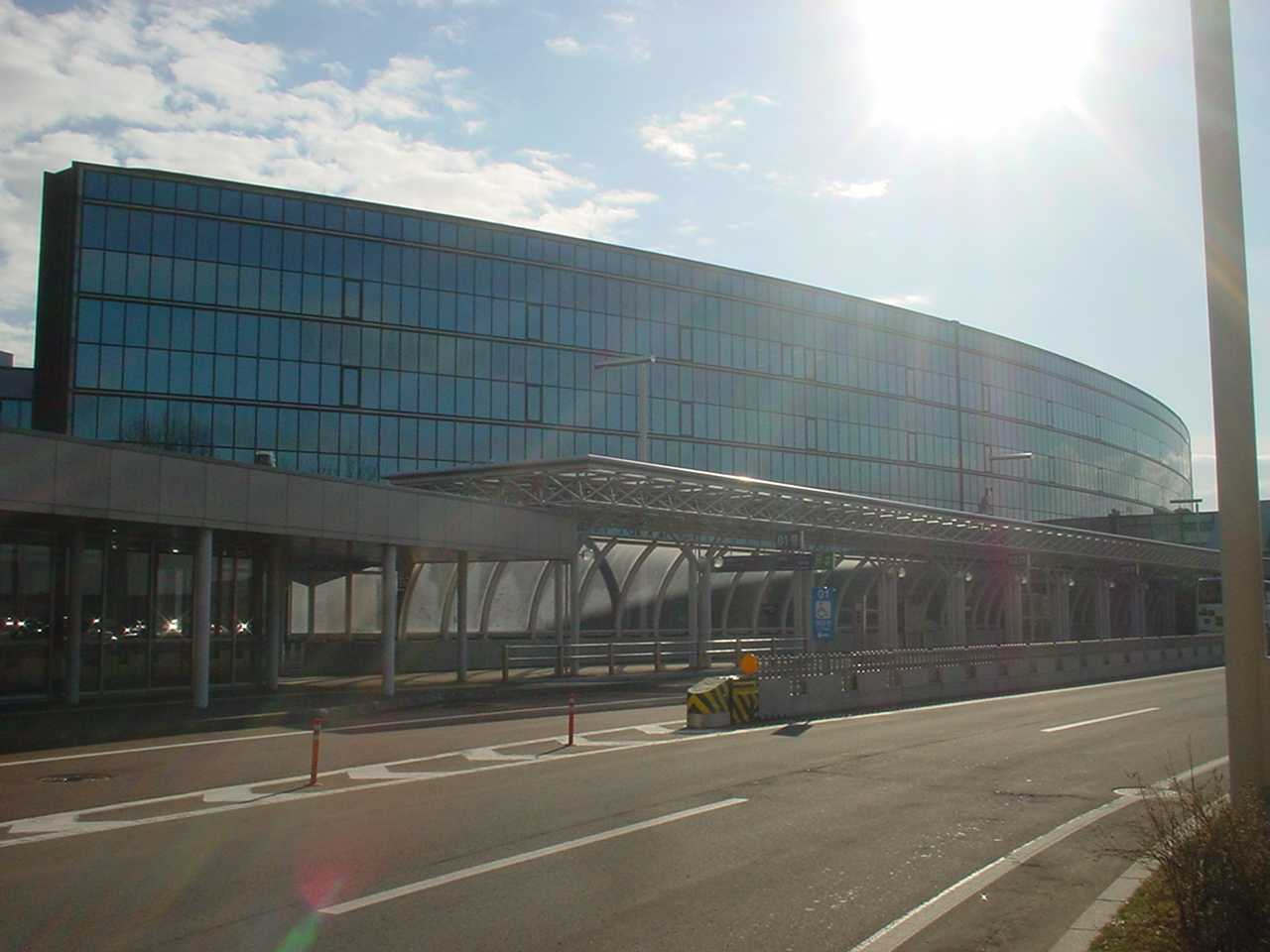
terminalgebouw